# Хадзидакис, Георгиос
Георгиос Хадзидакис (греч.  Γεώργιος Χατζιδάκις  Миртио Крит, Османская империя 12 ноября 1848 — Афины 27 июня 1941) — греческий лингвист, конца XIX — начала XX века. Основатель лингвистики в Греции, первый профессор лингвистики и индийской филологии Афинского университета (1890—1923).
В 1927 году стал президентом Афинской академии. В 1928 году, на Первом съезде лингвистов в Гааге, председательствующий Пауль Кречмер провозгласил его Нестором лингвистов.

## Биография
Георгиос Хадзидакис родился в селе Миртио на острове Крит, остававшимся в тот период под османским контролем. Его отец — Иоаннис «Джон» Хадзидакис, греческий математик, его брат Николаос — также математик.
В 14-летнем возрасте «зайцем», выбрался в Пирей, Греческое королевство. Учился классической филологии в Афинском университете. В 1877 году после победы на университетском конкурсе по лингвистике, получил стипендию Афинского университета на продолжение учёбы за границей. Учился в Германии (Лейпцигский, Йенский и Берлинский университеты) в течение 3 лет у таких лингвистов, как Георг Курциус, Карл Бругман, Эдуард Зиверс и Бертольд Дельбрюк.
В 1880 году вернулся в Грецию, где первоначально работал в Маразлиевской школе Афин. Годом позже, в возрасте 33 лет получил степень доктора за диссертацию: «Об окончаниях ус, ос» («Περὶ τῶν εἰς -ους Συνηρημένων τῆς Β΄ Κλίσεως καὶ τῶν εἰς -ος Οὐδετέρων Ὀνομάτων τῆς Γ΄ ἐν τῇ Νέᾳ Ἑλληνικῇ»). В том же году он был назначен преподавателем в Афинский университет, в 1885 году был повышен в должности Адъюнкт — профессора, в 1890 году был избран постоянным профессором лингвистики и индийской филологии и занял одноимённую университетскую кафедру. В 1906 году он был избран ректором Афинского университета. Оставил кафедру в 1923 году.
Хадзидакис был человеком, который выдвинул идею создания «Центра составления Исторического словаря современного Греческого языка», который со временем стал «Центром исследований новогреческих диалектов и идиом» — Ι.Λ.Ν.Ε.
Дважды, с оружием в руках, принял участие в критских восстаниях — в молодом возрасте в восстании 1866 года и через 30 лет, будучи уже профессором на кафедре лингвистики и индийской филологии, в восстании 1897 года.
Хадзидакис умер в Афинах 27 июня 1941 года, во время нацистской оккупации Греции.

## Научные убеждения
Хадзидакис был противником теории, что современный разговорный греческий язык происходит непосредственно из дорийского и эолийского диалектов древнего греческого языка. Он сформировал взгляд, что современный греческий язык развился естественным образом из древнего аттического диалекта, последующего александрийского Койне и средневекового греческого языка византийского периода. По сути, он верил в сохранение и по возможности в улучшение официального языка Кафаревуса, в ожидании развития разговорного языка. В том, что касается т. н. «языкового вопроса», он следовал «среднему» пути Адамантия Кораиса, противостоя в равной степени сторонникам архаизма и ярым сторонникам разговорного Димотики.

## Работы
- Академические чтения, лингвистический учебник в 4-х томах (Ακαδημεικά Αναγνώσματα, τετράτομο γλωσσολογικό σύγγραμμα (Α΄ έκδοση 1902—1904)
- Вклад в историю греческого языка (Συμβολή εις την Ιστορίαν της Ελληνικής Γλώσσης («Beitrag zur Geschichte der griechischen Sprache»). Diss. Athen.
- Einleitung in die neugriechische Grammatik. Leipzig 1892, Nachdruck: Hildesheim/Wiesbaden 1977 (Bibliothek indogermanischer Grammatiken, 5), online (PDF).
- Zur Abstammung der alten Makedonier. Athen 1897.
- И опять о эллинстве древних македонян (Και πάλιν περί της Ελληνικότητος των Αρχαίων Μακεδόνων. («Noch einmal zum Griechentum der alten Makedonier»). Nachdruck: Περί του Ελληνισμού των Αρχαίων Μακεδόνων. 1992.)
- Die Sprachfrage in Griechenland. Athen 1905, online (PDF).
- Средневековый и современный греческий язык (Μεσαιωνικά και Νέα Ελληνικά. 2 Bde., Athen 1905. («Studien zum Byzantinischen und Modernen Griechisch»).
- Краткая история современного греческого языка (Σύντομος ιστορία της νεοελληνικης γλώσσης. Athen 1915. («Kurzgefasste Geschichte der neugriechischen Sprache»).
- Albert Thumb. In: Indogermanisches Jahrbuch 4, 1916, 235—241.
- О разделении истории греческого языка на разные периоды (Περί της διαιρέσεως της ιστορίας της ελληνικής γλώσσης εις διαφόρους περιόδους, in: Επετηρίς Εταιρείας Βυζαντινών Σπουδών 7, 1930, 227—230. («Über die Einteilung der Geschichte der griechischen Sprache in verschiedene Perioden»).

### Эссе
1. О тезаурусе средневекового греческого языка («Περὶ τοῦ θησαυροῦ τῆς μεσαιωνικῆς ἑλληνικῆς γλώσσης», Ἐπετηρὶς Ἑταιρείας Βυζαντινῶν Σπουδῶν, 7(1930) , σσ. 223—226)
2. Ответ доктору W. Beschewliew («Ἀπάντησις πρὸς τὸν κ. διδάκτορα W. Beschewliew», Ἀθηνᾶ, 39 (1927), σσ. 171—187)
3. Эпир зовёт своих исследователей («Ἡ Ἤπειρος καλεῖ τοὺς ἐρευνητάς της», Ἠπειρωτικὰ Χρονικά, 1 (1926), σσ. 5-6)
4. К. Анастасиадис, жизнь и труды Георгия Геннадиоса («Ἀναστασιάδης Ξ., „Γεωργίου Γενναδίου βίος καὶ ἔργα“, Α'-Β' Παρίσιοι, 1926», Ἠπειρωτικὰ Χρονικά, 1 (1926), σ. 102)
5. Ответ Манолису Триантафиллидису («Ἀνταπάντησις πρὸς τὸν κ. Μανώλην Τριανταφυλλίδην», Ἀθηνᾶ, 37 (1925), σσ. 9-34)
6. Из неизданного Адамантия Кораиса («Ἐκ τῶν ἀνεκδότων τοῦ Ἀδαμαντίου Κοραῆ», Ἀθηνᾶ, 29 (1917), σσ. 161—179)
7. Речь в память Константина Контоса («Λόγος ἐπιμνημόσυνος εἰς Κωνσταντῖνον Σ. Κόντον . Ἐκφωνηθεὶς ἐν συνεδρίᾳ τῶν ἑταίρων τῆς ἐν Ἀθήναις ἐπιστημονικῆς ἑταιρείας τῇ 21 Μαΐου 1910» , Ἀθηνᾶ, 23 (1911), σσ. 3-20)
8. Тональные вопросы («Τονικὰ ζητήματα Α΄ καὶ Β΄» , Ἀθηνᾶ, 14 (1902), σσ. 236—240)
9. Этимология слова вместе («Ἐτυμολογία τοῦ μαζί . Οὔτε μαζῇ οὔτε μαζῆ οὔτε μαζύ εἶναι ἡ ὀρθὴ γραφή, ἀλλὰ μαζί» , Πλάτων, 6, 1-2 (1883), σσ. 35-43)
10. О критском слове зимьо́ (сразу) («Περὶ τοῦ Κρητικοῦ ζιμιό» , Πλάτων, 6, 1-2 (1883), σσ. 43-45
11. О парэтимологиях и через них измениях («Περὶ παρετυμολογιῶν καὶ τῶν δι' αὐτὰς μεταβολῶν», Πλάτων, 6, 1-2 (1883), σσ. 45-53)
12. Критика цаконской грамматики M. Deffner («Ἐπίκρισις τσακωνικῆς γραμματικῆς τοῦ κ. M. Deffner, Berlin 1881 σελ. 176», Πλάτων , 5, 6-7 (1883), σσ. 228—253)
13. «Βιβλιογραφικά . Γ΄» , Πλάτων , 5, 10-11 (1883), σσ. 420—423
14. Критика цаконской грамматики M. Deffner ("Ἐπίκρισις τσακωνικῆς γραμματικῆς τοῦ κ. M. Deffner, Berlin 1881 σελ. 94-104 ", Πλάτων , 5, 5 (1883), σσ. 169—176)
15. Критика цаконской грамматики M. Deffner («Ἐπίκρισις τσακωνικῆς γραμματικῆς τοῦ κ. M. Deffner, Berlin 1881 σελ. 176 „, Πλάτων, 5, 3 (1883), σσ. 94-101[10].

## Награды
- Рыцарь серебряного креста (греч. Αργυρούς Σταυρός) Ордена Спасителя
- Офицер золотого креста (греч. Χρυσούς Σταυρός) Ордена Спасителя
- Крест Великого командора (греч. Ανώτερος Ταξιάρχης) Ордена Феникса
- «Архонт Великий Учитель Нации», Вселенского патриархата